# 太极侠
《太极侠》（英語：Man of Tai Chi）是一部2013年中美合拍动作片，由基努·里维斯导演（导演处女作），陈虎主演。中国于2013年7月5日上映。

## 演員
| 角色           | 演員        |
| -------------- | ----------- |
| Donaka Mark    | 基努·里维斯 |
| 陳林虎         | 陳虎        |
| 孫靖詩         | 莫文蔚      |
| 黃警司         | 任達華      |
| 楊師傅         | 海          |
| 瘦子           | 平田康之    |
| 歐陽剛         | 李凱賢      |
| 德明           | 李璨琛      |
| 解說員         | 黃健翔      |
| 志達           | 劉承俊      |
| 青莎           | 葉青        |
| 硕琨           | 唐文龍      |
| 服務員         | 趙雨菁      |
| Gilang Sanjaya | 伊科·烏艾斯 |
| 律師           | 王驍        |

## 制作
2008年开始筹备，剧本花费数年才完成。故事的灵感部分来自于Reeve的朋友——特技演员陈虎的生活。影片主要在中国大陆和香港取景拍摄。2013年的北京国际电影节上发布了首款预告。

## 發行
在中国获得的好评有：陈虎呈现质朴可爱憨小伙，东西文化交融不违和，各派功夫呈现武术大观；差评有：导演理解偏差、诡异离奇，叙事粗糙、剧情无聊，陈虎面无表情、不会演戏。
本片被搜狐评为2013下半年十大华语烂片第三名。

### 評價
爛番茄根據66條評論，持有70%的新鮮度。